# Hare & Guu
Janguru wa Itsumo Hare nochi Guu (ジャングルはいつもハレのちグゥ) là loạt manga được thực hiện bởi Renjuro Kindaichi đăng trên một tạp chí truyện tranh dành cho shōnen là Monthly Shōnen Gangan của Enix (sau này sáp nhập thành Square-Enix) từ tháng 3 năm 1997 đến ngày 12 tháng 9 năm 2009 ban đầu nó có tên Janguru wa Itsumo Hare nochi Gū nhưng sau khi hãng Enix tiến hành sáp nhập vào cuối năm 2002 thì tên của nó được rút lại thành Hareguu, loạt manga sau đó đã được phát hành thành 20 tankōbon. Cốt truyện kể về cậu bé Haré 10 tuổi sống trong rừng mưa nhiệt đới cùng gia đình và bạn bè của mình, cậu quen với một cô bé tên Guu (một tiểu nữ thần?) người có một cái bao tử không đáy hay nói đúng hơn là thông với một thế giới khác có thể ăn bất cứ thứ gì và không cần biết đó là thứ gì kể cả tivi hay uống cạn nước của đại dương nếu muốn, cốt truyện có nhiều tình tiết cực kỳ khôi hài, trào phúng và phi thực. Nhà xuất bản Kim Đồng đã đăng ký bản quyền của loạt manga để phát hành tại Việt Nam với tên Hare & Guu.
Loạt manga đã được Shin-Ei Animation chuyển thể thành phim hoạt hình (anime) và phát sóng trên kênh TV Tokyo từ ngày 03 tháng 4 đến ngày 25 tháng 9 năm 2001 với 26 tập. Sau đó 2 bộ OVA là Jungle wa Itsumo Hale Nochi Guu Deluxe và Jungle wa Itsumo Hale Nochi Guu Final đã được thực hiện.

## Truyền thông

### Manga
Renjuro Kindaichi đã thực hiện loạt manga và đăng trên tạp chí truyện tranh dành cho shōnen là Monthly Shōnen Gangan của Enix (sau này sáp nhập thành Square-Enix). Loạt manga này được chia làm hai bộ, bộ đầu tiên có tên Janguru wa Itsumo Hare nochi Guu (ジャングルはいつもハレのちグゥ) đăng từ từ tháng 3 năm 1997 đến tháng 12 năm 2002 với 100 chương. Các chương sau đó đã được tập hợp lại và phát hành thành 10 tankōbon.
Sau khi hãng Enix tiến hành sáp nhập vào cuối năm 2002 thì bộ thứ hai bắt đầu được đăng từ tháng 1 năm 2003 đến tháng 9 năm 2009 nhưng tên được rút lại thành Hareguu (ハレグゥ) với lý do theo tác giả là bối cảnh dính đến rừng đã không còn. Bộ này có tất cả 81 chương và cũng được tập hợp lại thành 10 tankōbon.
Nhà xuất bản Kim Đồng đã đăng ký bản quyền của loạt manga để phát hành tại Việt Nam với tên Hare & Guu còn Daran Culture Enterprise thì đăng ký tại Đài Loan.

### Anime
Shin-Ei Animation đã thực hiện chuyển thể anime của tác phẩm và phát sóng trên kênh TV Tokyo từ ngày 03 tháng 4 đến ngày 25 tháng 9 năm 2001 với 26 tập. AN Entertainment đã đăng ký bản quyền phiên bản tiếng Anh và để cho FUNimation Entertainment lo phần phân phối tại thị trường Bắc Mỹ, Beez Entertainment thì đăng ký tại Pháp còn Muse Communication thì đăng ký tại Đài Loan.
Một bộ OVA gồm 6 tập có tên Jungle wa Itsumo Hale nochi Guu Deluxe (ジャングルはいつもハレのちグゥ デラックス) đã được thực hiện và phát hành từ ngày 25 tháng 8 năm 200 đến ngày 25 tháng 1 năm 2003. AN Entertainment cũng đã đăng ký bản quyền tiếng Anh của bộ này và giao cho FUNimation Entertainment lo phần phân phối tại thị trường Bắc Mỹ.
Bộ OVA thứ hai có tên Jungle wa Itsumo Hale Nochi Guu Final (ジャングルはいつもハレのちグゥ ＦＩＮＡＬ) cũng đã được thực hiện và phát hành từ ngày 21 tháng 12 năm 2003 đến ngày  25 tháng 6 năm 2004.

### Âm nhạc
Bộ anime có hai bài hát chủ đề, một mở đầu và một kết thúc. Bài hát mở đầu có tên Love☆Tropicana (LOVE☆トロピカ～ナ) do Sister Mayo trình bày, đĩa đơn chứa bài hát đã phát hành vào ngày 19 tháng 5 năm 2001. Bài hát kết thúc có tên Ohashi (おはし) do 0930 [Okusama] trình bày, đĩa đơn chứa bài hát đã phát hành vào ngày 01 tháng 6 năm 2001. Album chứa các bản nhạc dùng trong bộ anime đã phát hành vào ngày 20 tháng 7 năm 2001.
| Love☆Tropicana (LOVE☆トロピカ～ナ) | Love☆Tropicana (LOVE☆トロピカ～ナ)                           | Love☆Tropicana (LOVE☆トロピカ～ナ) |
| STT                                | Nhan đề                                                      | Thời lượng                         |
| ---------------------------------- | ------------------------------------------------------------ | ---------------------------------- |
| 1.                                 | "Love☆Tropicana (LOVE☆トロピカ～ナ)"                         | 3:58                               |
| 2.                                 | "Fushigi na Jungle (ふしぎなジャングル)"                     | 3:21                               |
| 3.                                 | "LOVE☆トロピカ～ナ (Karaoke) (LOVE☆トロピカ～ナ(カラオケ))"  | 3:58                               |
| 4.                                 | "Fushigi na Jungle (Karaoke) (ふしぎなジャングル(カラオケ))" | 3:20                               |
| Tổng thời lượng:                   | Tổng thời lượng:                                             | 14:37                              |

| Ohashi (おはし)  | Ohashi (おはし)                                           | Ohashi (おはし) |
| STT              | Nhan đề                                                   | Thời lượng      |
| ---------------- | --------------------------------------------------------- | --------------- |
| 1.               | "Ohashi (おはし)"                                         | 5:24            |
| 2.               | "Ichi-go Ichi-e (一期一会)"                               | 3:48            |
| 3.               | "Ohashi (Instrumental) (おはし (Instrumental))"           | 5:24            |
| 4.               | "Ichi-go Ichi-e (Instrumental) (一期一会 (Instrumental))" | 3:44            |
| Tổng thời lượng: | Tổng thời lượng:                                          | 18:20           |

| Jungle wa Itsumo Hare Nochi Guu Original Soundtrack "Ongaku mo Itsumo Hare nochi Guu" (ジャングルはいつもハレのちグゥ オリジナルサウンドトラック 「音楽もいつもハレのちグゥ」) | Jungle wa Itsumo Hare Nochi Guu Original Soundtrack "Ongaku mo Itsumo Hare nochi Guu" (ジャングルはいつもハレのちグゥ オリジナルサウンドトラック 「音楽もいつもハレのちグゥ」) | Jungle wa Itsumo Hare Nochi Guu Original Soundtrack "Ongaku mo Itsumo Hare nochi Guu" (ジャングルはいつもハレのちグゥ オリジナルサウンドトラック 「音楽もいつもハレのちグゥ」) |
| STT | Nhan đề | Thời lượng |
| --- | --- | --- |
| 1. | "(Opening Theme) Love☆Tropicana ((オープニングテーマ) LOVE☆トロピカーナ)" | 3:56 |
| 2. | "Mitsurin (密林)" | 2:45 |
| 3. | "Hare no Theme (ハレのテーマ)" | 2:13 |
| 4. | "Guu no Theme (グゥのテーマ)" | 3:11 |
| 5. | "Gakko (学校)" | 1:01 |
| 6. | "Jungle no Nakama-tachi (ジャングルの仲間たち)" | 6:14 |
| 7. | "Munage (胸毛)" | 1:13 |
| 8. | "Sanpatsuya no Babaa (散髪屋のババア)" | 1:08 |
| 9. | "Suspense Ippai (サスペンスいっぱい)" | 4:39 |
| 10. | "Ukiuki, Harebare (うきうき、晴ればれ)" | 1:44 |
| 11. | "Nankoku no Suzukaze (南国の涼風)" | 1:09 |
| 12. | "Birthday (バースデイ)" | 0:51 |
| 13. | "Saikai (再会)" | 1:04 |
| 14. | "Nigeru Nigerunda! (逃げろ逃げるんだ!)" | 1:33 |
| 15. | "Fushigi na Jungle (不思議なジャングル)" | 4:16 |
| 16. | ""Kaisou" "Hi" (「回想」 「悲」)" | 2:25 |
| 17. | "Mari no Kodoku (マリィの孤独)" | 1:01 |
| 18. | "Oyasumi (おやすみ)" | 1:15 |
| 19. | "Fushigi na Jungle (ふしぎなジャングル)" | 3:20 |
| 20. | "Game (ゲーム)" | 1:58 |
| 21. | "Mitsurin no Otona-Tachi (密林の大人たち)" | 3:14 |
| 22. | "High-Class (ハイクラス)" | 2:13 |
| 23. | "Subtitle (サブタイトル)" | 1:36 |
| 24. | "Soultrain (ソウルトレイン)" | 0:56 |
| 25. | "Onbiri Harebare (のんびり晴ればれ)" | 3:46 |
| 26. | "(Ending Theme) Ohashi ((エンディングテーマ) おはし)" | 5:22 |
| Tổng thời lượng: | Tổng thời lượng: | 01:04:03 |

Bộ OVA Deluxe cũng có hai bài hát chủ đề, một mở đầu và một kết thúc. Bài hát mở đầu có tên Love☆Tropicana Deluxe (LOVE☆トロピカーナ デラックス) do Sister Mayo trình bày và bài hát kết thúc có tên Fun Fun & Shout (ファンファン&シャウト) do cũng do Sister Mayo trình bày. Đĩa đơn chứa hai bài hát đã phát hành vào ngày 21 tháng 8 năm 2002. 
| Jungle wa Itsumo Hare nochi Guu Deluxe Shudaika Love☆Tropicana Deluxe (ジャングルはいつもハレのちグゥ デラックス 主題歌 LOVE☆トロピカーナ デラックス) | Jungle wa Itsumo Hare nochi Guu Deluxe Shudaika Love☆Tropicana Deluxe (ジャングルはいつもハレのちグゥ デラックス 主題歌 LOVE☆トロピカーナ デラックス) | Jungle wa Itsumo Hare nochi Guu Deluxe Shudaika Love☆Tropicana Deluxe (ジャングルはいつもハレのちグゥ デラックス 主題歌 LOVE☆トロピカーナ デラックス) |
| STT | Nhan đề | Thời lượng |
| --- | --- | --- |
| 1. | "Love☆Tropicana Deluxe (LOVE☆トロピカーナ デラックス)"                                                                                                | 3:41 |
| 2. | "Fun Fun & Shout (ファンファン&シャウト)" | 3:27 |
| 3. | "Love Tropicana (Love mix) (LOVE□トロピカーナ (LOVE MIX))"                                                                                            | 5:23 |
| 4. | "Love☆Tropicana (Tropicana mix) (LOVE☆トロピカーナ (TROPICANA MIX))"                                                                                  | 4:44 |
| 5. | "Love☆Tropicana Deluxe (instrumental) (LOVE☆トロピカーナ デラックス (instrumental))"                                                                  | 3:41 |
| 6. | "Fun Fun & Shout (instrumental) (ファン・ファン&シャウト (instrumental))"                                                                             | 3:26 |
| Tổng thời lượng: | Tổng thời lượng: | 24:22 |

Bộ OVA Final cũng có hai bài hát chủ đề, một mở đầu và một kết thúc. Bài hát mở đầu có tên Love☆Tropicana Final (LOVE☆トロピカーナ ファイナル) do Sister Mayo và Aikawa Rikako trình bày và bài hát kết thúc có tên Teru Teru Bouzu (テルテル坊主) do Aikawa Rikako trình bày. Đĩa đơn chứa hai bài hát chủ đề đã phát hành vào ngày 17 tháng 12 năm 2003.
| Jungle wa Itsumo Hare nochi Guu Final Shudaika Love☆Tropicana Final (ジャングルはいつもハレのちグゥ FINAL 主題歌「LOVE☆トロピカーナ ファイナル」) | Jungle wa Itsumo Hare nochi Guu Final Shudaika Love☆Tropicana Final (ジャングルはいつもハレのちグゥ FINAL 主題歌「LOVE☆トロピカーナ ファイナル」) | Jungle wa Itsumo Hare nochi Guu Final Shudaika Love☆Tropicana Final (ジャングルはいつもハレのちグゥ FINAL 主題歌「LOVE☆トロピカーナ ファイナル」) |
| STT | Nhan đề | Thời lượng |
| --- | --- | --- |
| 1. | "Love☆Tropicana Final (LOVE☆トロピカーナ ファイナル)"                                                                                             | 4:01 |
| 2. | "Teru Teru Bouzu (テルテル坊主)" | 5:00 |
| 3. | "Love☆Tropicana Final (instrumental) (LOVE☆トロピカーナ ファイナル (instrumental))"                                                               | 4:02 |
| 4. | "Teru Teru Bozu (instrumental) (テルテル坊主 (instrumental))"                                                                                     | 4:59 |
| Tổng thời lượng: | Tổng thời lượng: | 18:02 |

Album chứa các bài hát chủ đề trong loạt anime đã phát hành vào ngày 21 tháng 1 năm 2004.
| Jungle wa Itsumo Hare nochi Guu FINAL Mini Album Love☆Tropicana Daikousin! (ジャングルはいつもハレのちグゥFINAL ミニアルバムLOVE☆トロピカーナ大行進!) | Jungle wa Itsumo Hare nochi Guu FINAL Mini Album Love☆Tropicana Daikousin! (ジャングルはいつもハレのちグゥFINAL ミニアルバムLOVE☆トロピカーナ大行進!) | Jungle wa Itsumo Hare nochi Guu FINAL Mini Album Love☆Tropicana Daikousin! (ジャングルはいつもハレのちグゥFINAL ミニアルバムLOVE☆トロピカーナ大行進!) |
| STT | Nhan đề | Thời lượng |
| --- | --- | --- |
| 1. | "Love☆Tropicana (LOVE☆トロピカ～ナ)" | 3:57 |
| 2. | "Fushigi na Jungle (ふしぎなジャングル)" | 3:22 |
| 3. | "Ohashi (おはし)" | 5:24 |
| 4. | "Love☆Tropicana Deluxe (LOVE☆トロピカ～ナ デラックス)"                                                                                                | 3:42 |
| 5. | "Fun Fun & Shout (ファンファン&シャウト)" | 3:26 |
| 6. | "Love☆Tropicana Final (LOVE☆トロピカーナ ファイナル)"                                                                                                 | 4:02 |
| 7. | "Teru Teru Bouzu (テルテル坊主)" | 4:59 |
| Tổng thời lượng: | Tổng thời lượng: | 28:52 |